# Llevant
Llevant è una comarca di Maiorca, nelle Isole Baleari, di 75.137 abitanti, che ha come capoluogo Manacor.
Il 19 giugno 2025 il tennista Rafael Nadal, originario di Manacor, è stato insignito da Filippo VI di Spagna del titolo di Marchese di Llevant.

## Comuni
| Comune                     | Abitanti |
| -------------------------- | -------- |
| Artà                       | 6802     |
| Capdepera                  | 10885    |
| Manacor                    | 37963    |
| Sant Llorenç des Cardassar | 8095     |
| Son Servera                | 11392    |